# Blackheath, New South Wales
Blackheath är en stadsdel i Katoomba i Australien. Den ligger i kommunen Blue Mountains och delstaten New South Wales, i den sydöstra delen av landet, omkring 89 kilometer väster om delstatshuvudstaden Sydney.
I omgivningarna runt Blackheath växer i huvudsak städsegrön lövskog. Runt Blackheath är det ganska tätbefolkat, med 56 invånare per kvadratkilometer. Genomsnittlig årsnederbörd är 1 149 millimeter. Den regnigaste månaden är februari, med i genomsnitt 214 mm nederbörd, och den torraste är juli, med 26 mm nederbörd.